# Greatest Video Hits 2
Greatest Video Hits 2 é a segunda coletânea de clipes da banda britânica de rock Queen, lançada em novembro de 2003.
O projeto contém os clipes gravados e lançados pela banda a partir de 1981 até o ano de 1989. Os clipes do álbum Innuendo não foram inclusos na obra.

## Disco 1
- A Kind of Magic
- I Want It All
- Radio Ga Ga
- I Want to Break Free
- Breakthru
- Under Pressure
- Scandal
- Who Wants to Live Forever
- The Miracle
- It's a Hard Life
- The Invisible Man
- Las Palabras de Amor
- Friends Will Be Friends
- Body Language
- Hammer to Fall
- Princes of the Universe
- One Vision

## Disco 2

### Seção Hot Space
- Back Chat*
- Calling All Girls*
- Staying Power; live from Milton Keynes, 1982

### Seção The Works
- Montreux Golden Rose Pop Festival
- Entrevistas, inclui uma com Freddie Mercury.

### Seção A Kind of Magic
- Montreux Golden Rose Pop Festival
- Entrevistas
- Documentário: One Vision
- "Extended Vision"

### Seção The Miracle
- Entrevistas
- Documentário: 'Making of The Miracle'
- Documentário: 'Making of The Miracle Album Cover'
- Clipe bônus: Who Wants to Live Forever